# Воронов, Андрей Степанович
Андрей Степанович Во́ронов (1819, Олонецкая губерния — 1875, Санкт-Петербург) — русский педагогический деятель, автор одного из первых проектов введения обязательного образования в Российской империи. Тайный советник.

## Биография
Родился в 1819 году в Олонецкой губернии, в бедной семье. В 1836 году окончил Олонецкую губернскую гимназию в Петрозаводске. Знакомство с известным русским словесником, будущим (с 1853 года) академиком А. В. Никитенко предопределило выбор жизненного пути Воронова, поступившего в Петербургский университет.
По окончании в 1840 году 1-го отделения (историко-филологического) философского факультета университета со степенью кандидата в течение пяти лет преподавал русскую словесность и логику в Псковской гимназии. С 1845 года преподавал в 5-й Петербургской гимназии. В 1846 году был приглашён в Петербургский университет преподавать русский язык; этот курс он вёл там до 1860 года.
Одновременно, с 1850 по 1860 год он исполнял директорские обязанности в 5-й гимназии; также работал во 2-й гимназии Петербурга, был директором училищ Санкт-Петербургской губернии.
По своим руководящим должностям А. С. Воронов состоял в различных комитетах при Министерстве народного просвещения: в 1850—1856 гг. — Комитета рассмотрения учебных руководств, а в 1856—1861 гг. — Учёного комитета. В 1855 году был назначен на должность директора департамента министерства.
В 1861 году новый министр просвещения граф Е. В. Путятин назначил его помощником попечителя Виленского учебного округа. Однако сменивший Путятина на посту министра А. В. Головнин вернул Воронова в Петербург — в Учёный комитет министерства, теперь уже в качестве его председателя. При Головнине (1862—1866) Воронов разрабатывал уставы и составлял планы университетов, народных училищ и гимназий. Сменивший Головнина на посту министра граф Д. А. Толстой перевёл Воронова из председателей учёного комитета в ранг одного из членов совета этого органа.
Умер 22 ноября (4 декабря) 1875 года. Похоронен на Митрофаниевском кладбище Санкт-Петербурга.

## Разработка основ введения обязательного образования в России
В 1874 году Министерство народного просвещения издало «Положение о начальных народных училищах». В том же году А. С. Воронов, обобщив ходатайства земств в адрес министерства народного просвещения о введении обязательного обучения на их территориях, опубликовал «проект правил», которыми эти земства должны руководствоваться. Это не было законопроектом, единым для всей страны; в одной публикации рассматривался только Санкт-Петербург, а в другой ходатайства некоторых земских собраний. Поскольку вопрос ставился «о дозволении отдельным губернским и уездным земствам вводить у себя обязательное обучение», министерство проект правил отклонило, так как их введение нарушило бы «равновесие между различными частями государства, дав значительный нравственный перевес» одним регионам перед другими. Вскоре А. С. Воронов умер, и последующие инициативы в отношении введения обязательного образования в России были проявлены не скоро.

## Публицистическая деятельность
В 1840—1845 гг., работая учителем в Пскове, начал писать статьи в журналы («Современник» и «Звёздочка»).